# 4204 Барсіґ
4204 Барсіґ (4204 Barsig) — астероїд головного поясу, відкритий 11 травня 1985 року.
Тіссеранів параметр щодо Юпітера — 3,607.